# Cooperativa L'Economia de Sant Feliu de Guíxols
"L'Economia" o "La Economía" va ser una cooperativa de consum de Sant Feliu de Guíxols creada l'any 1885, impulsada principalment pels treballadors de la indústria dels taps de suro, amb un creixement econòmic i de persones associades durant els anys següents anys fins que els últims anys del segle XIX van començar les pressions externes i les divergències internes. A aquest van seguir, els primers anys del segle xx, els problemes administratius que van portar a la fallida l'any 1908.

## Fundació
Tot i que la cooperativa havia estat fundada l'any 1885 (i n'havia donat notícia el 8 de març "El Bajo Ampurdán"), la constitució davant de notari es va fer l'1 d'abril de 1886. Els membres fundadors van ser els guixolencs Miquel Andreu i Ruiz, comerciant, Joan Dausà i Palau, taper, Enric Geli i Gallisà, escrivent, Narcís Pentinat i Cayol, taper, Mateu Fornós i Galí, taper, Pau Franch i Renart, taper, Josep Bruguera i Sala, taper i Joan Bas i Maura, taper; a més del palafurgellenc Pere Niell i Bofill, taper. Van actuar de testimonis Antoni Vilaret i Germà i Pere Tarinas i Pagès. El 27 de maig del mateix any la Junta aprovava uns estatuts similars als de "La Reformada" de Palafurgell i que, llevat de la neutralitat política i religiós i el millorament social i intel·lectual de les persones associades, respon als principis cooperatius definits per la cooperativa dels Pioners de Rochdale: control democràtic, adhesió lliure i voluntària, fons irrepartible i interès limitat del capital. S'hi preveia la repartició de beneficis en tres parts: dotació d'un fons de reserva, millores al local i retorn a socis en funció del seu nivell de compres a la cooperativa.

## Els locals
Al 20 de novembre de 1885 s'inaugurava l'activitat en un local petit al carrer Major Antic número 8, cantonada amb el carrer Sant Pere, amb venda, entre d'altres, de pa, oli i espardenyes.
Al 1887 la cooperativa ja era instal·lada en un nou local, comprat per 20.000 pessetes, al carrer Penitència, 24, al que havia fet obres per donar-hi cabuda al despatx, un forn de pa i magatzems. L'any següent, al 1888, rebia el permís de l'Ajuntament, sol·licitat per Joan Jordà en representació de la cooperativa, per aixecar dos pisos sobre aquest local.
Més tard la cooperativa adquireix una casa al carrer Sant Domenec, 57, entre aquest carrer i el de Sant Fèlix Màrtir i al 15 de gener de 1897 el seu director-gerent, Narcís Duran i Juera, sol·licita poder-la enderrocar-la per construir un nou edifici de 62,25 m2, adequat per la cooperativa. L'Ajuntament concedirà aquest permís el 16 de juliol del mateix any, permís que implica donar espai a la via pública prolongant el carrer Sant Fèlix Màrtir, pel qual dona una subvenció de 2.500 pessetes a la cooperativa que es farà càrrec de tota l'obra.
També va tenir una botiga de llenceria al carrer Sant Fèlix Màrtir, cantonada Sant Domènec, però el febrer de 1900, ja amb dificultats econòmiques, la cooperativa es va veure obligada a desprendre-se'n i la va arrendar a l'associació d'obrers tapers "La Labor Corchera".

## Evolució econòmica i societària
Durant els primers anys d'activitat la cooperativa creix en socis (i per tant en capital) i en activitat econòmica, pot generar excedents que li van donant solvència. Això era possible perquè responia a una necessitat de les classes populars, que es veien obligades a comprar en botigues que carregaven entre el 50% i el 100% sobre el preu de cost dels productes. La cooperativa carregava molt menys i tenia marge per als seus costos i per a generar excedents. Va començar la seva activitat el 1885 amb un capital de 2.500 pessetes, però ja a finals del primer any havia arribat a 8.841 pessetes i s'havia generat un excedent de 3.205,58 ptes. A finals de 1886 arribava a les 35.050 ptes de capital amb un excedent dei de 4.188,32 ptes i a principis de 1887 es comptaven 600 socis. Al segon trimestre d'aquell any consten 47.102 ptes de capital i un rèdit de 7.306 pts. Al 1891 ja comptava amb 829 socis i tenia un fons social de 87.789 pessetes, trimestralment tenia un volum d'activitat de més de 90.000 pessetes.
Però al 1898 pateix l'impacte de la crisi econòmica general amb l'augment dels preus del blat i, amb altres cooperatives, fa una petició (desestimada) al Ministeri perquè en rebaixi els aranzels. També sorgien divergències a "L'Economia" i el mateix any es creava una nova cooperativa, "La Guixolense", i a l'any següent una tercera "La Unió". Aquestes escissions i el context econòmic desfavorable deixaven tocada "L'Economia", perdent socis i iniciant una davallada econòmica fins que al voltant de 1908 va ser liquidada, amb la pèrdua dels seus fons. Les raons d'aquesta fallida no són del tot clares, s'hi barregen qüestions econòmiques, socials i polítiques; però va tenir impacte en el poble i en les iniciatives posteriors.